# IC 1331
IC 1331 ist eine Linsenförmige Galaxie vom Hubble-Typ S0/a im Sternbild Aquarius auf der Ekliptik. Sie ist schätzungsweise 261 Millionen Lichtjahre von der Milchstraße entfernt und hat einen Durchmesser von etwa 135.000 Lichtjahren. Gemeinsam mit PGC 65391 bildet sie ein gravitativ gebundenes Galaxienpaar.
Das Objekt wurde am 13. September 1892 von Stéphane Javelle entdeckt.